# Moqtada al-Sadr
Pour les articles homonymes, voir Sadr.
Moqtada al-Sadr (arabe : مقتدى الصدر Muqtadā aṣ-Ṣadr) est un homme politique chiite irakien né le 4 août 1974. Il est le fils de l'ayatollah chiite irakien Mohammad Sadeq al-Sadr exécuté en 1999, sous Saddam Hussein. Al-Sadr est qualifié par ses partisans de sayyid (descendant du Prophète). Il réside à Koufa, près de Nadjaf.
Considéré, en 2018, comme le principal représentant du nationalisme irakien, sa popularité inquiète aussi bien l'Iran que les États-Unis, il a déclaré en 2017 qu’il souhaitait « un Irak avec des relations régionales plus équilibrées ».
Al-Sadr revendique le titre de hodjatoleslam, que d’autres autorités chiites concurrentes lui dénient, notamment en raison de son jeune âge.
En 2018, il présente des candidats de son parti dans les élections législatives irakiennes, en s'alliant avec le parti communiste irakien, cette coalition électorale étant nommée En marche. Ses idées sont qualifiées de nationalistes chiites par le quotidien Le Monde. En mai 2018, Moqtada al-Sadr lance les tractations pour tenter de former le nouveau gouvernement après la victoire de sa coalition, arrivée en tête des élections législatives du 13 mai 2018 avec 54 députés sur 329. La Constitution accorde un délai de trois mois maximum pour former un gouvernement.

## Le mouvement Sadr de 2003 à 2007
Moqtada al-Sadr jouit de la popularité héritée de son père, Mohammad Sadeq al-Sadr, assassiné avec plusieurs de ses fils en 1999 par le régime de Saddam Hussein. Son père, personnalité charismatique, était parvenu à fédérer les chiites, les sunnites et les Kurdes.
Après la chute de Saddam Hussein en 2003, Moqtada Al-Sadr assume la relève familiale. Il est à la tête d’un mouvement politique apparu dès les premiers jours de l’invasion des États-Unis en Irak et qui dispose de médias, dont l'hebdomadaire Al Hawza publié en 2003 et 2004 et fermé sur ordre des États-Unis, durant l'administration de Paul Bremer. Ce mouvement est l’une des principales composantes de la coalition de gouvernement dirigée par Nouri al-Maliki, avec six ministres et 32 députés sur 275. Il est qualifié de nationaliste chiite.
Le bastion de son mouvement est situé à Sadr City, vaste faubourg du Nord-est de Bagdad. Il jouit aussi d’une large popularité dans le Sud irakien. Il tient un discours populiste, religieux et conservateur, qui profite du mécontentement de la population face à l’incapacité du gouvernement irakien et de l’occupant américain à rétablir la sécurité et les services publics essentiels.
Ses principales prises de positions concernent la corruption, le retour de la sécurité et le départ des troupes étrangères. Il s'est prononcé contre la constitution irakienne soumise à référendum le 15 octobre 2005. Il lui reproche en particulier d'introduire le fédéralisme.
Il est en exil en Iran de 2006 à 2011.
Début 2007, plusieurs chefs du mouvement Sadr ont été tués par l'armée américaine, ainsi que des centaines de ses partisans.
Le 15 avril 2007, le comité politique du mouvement Sadr demande à ses ministres de démissionner à la suite du refus du Premier ministre de demander le retrait immédiat des forces américaines. Dans la suite logique, le 15 septembre 2007, son parti sortit de la coalition soutenant le premier ministre Al-Maliki.

## L’armée du Mahdi depuis 2004
Le mouvement Sadr dispose d’une branche armée, l’armée du Mahdi (du nom du douzième imam, le Mahdi).
Cette milice affronta les forces américaine en avril et août 2004, puis début 2008.

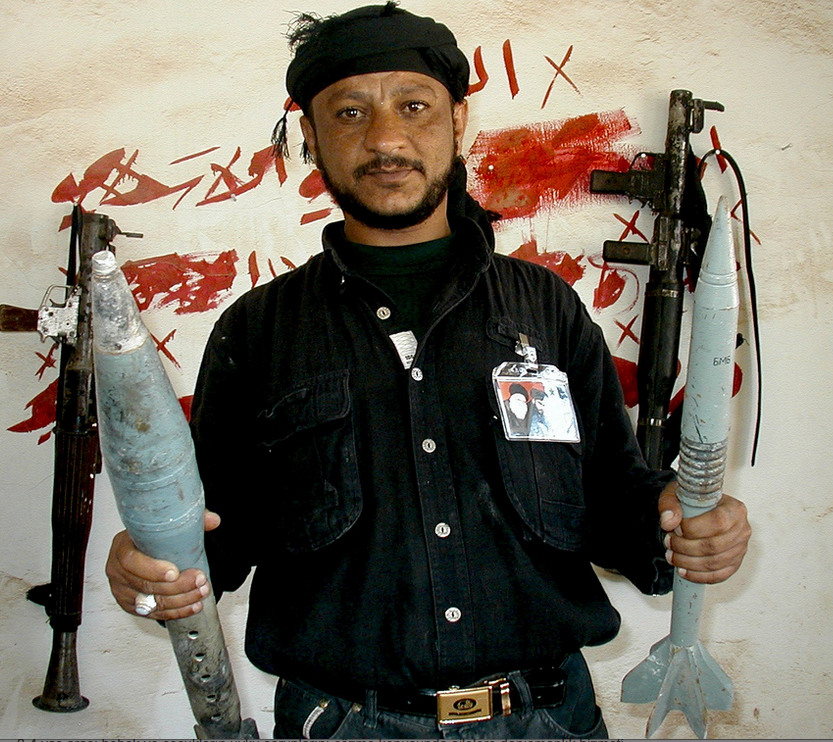
Milicien de l’armée du Mahdi dans le cimetière de Nadjaf.

Elle fut accusée par l’armée américaine comme par de nombreux sunnites de constituer la plupart des « escadrons de la mort » qui commirent des exactions contre les sunnites. À ce titre, Sadr est considéré par les États-Unis comme l’un de leurs principaux ennemis en Irak, au même titre que la guérilla sunnite.
Ses effectifs sont difficiles à estimer, la plupart de ses membres étant occasionnels. Les chiffres américains font état de 30 000 hommes.

## Les rivalités entre chiites
Moqtada al-Sadr occupe une place primordiale dans un paysage chiite irakien qui se caractérise par une intense compétition. L'un des objectifs de cette concurrence est le contrôle du produit des pèlerinages dans les villes saintes de Nadjaf et Kerbala, qui se chiffrent en dizaines de millions de dollars chaque année.
Il accuse notamment de complicité silencieuse les théologiens chiites non-irakiens Ali al-Sistani et Al-Kho’i dans l’assassinat de son père. En avril 2003, ses hommes lynchent l’un des fils d’Al-Kho’i et mettent à sac la maison de l’ayatollah Sistani.
Il est accusé d'avoir commandité le meurtre d'Abdoul-Majid al-Khoei le 10 avril 2003. Toutefois, la famille Al-Khoei, qui était proche des États-Unis, estime que les baassistes sont responsables de cet assassinat[réf. nécessaire]. Il fait l'objet d'un mandat d'arrêt lancé par la justice irakienne dans ce dossier. En 2008, il fuit à Qom en Iran pour échapper au mandat d’arrêt qui le vise personnellement dans l’enquête. Ce séjour en Iran où il est reçu avec mépris et froideur alors qu'il s'attendait à être célébré comme un héros de la résistance à l’occupant américain, ce qui aurait accentué son « sentiment anti-iranien ».

## Entre 2011 et 2017
Il rentre en Irak en 2011, et défend une ligne très nationaliste, et prône une rupture avec le sectarisme qui expose le pays aux ingérences extérieures via des solidarités confessionnelles transnationales. Il tente d'atténuer les influences iraniennes et américaines sur l'Irak en nouant des liens avec l’Arabie saoudite et les chancelleries européennes.
En février 2014, il annonce se retirer de la vie politique, en geste de protestation contre la « corruption » des politiques, notamment au gouvernement dont font partie certains de ses partisans.
En 2015, les sadristes se joignent à un mouvement de protestation lancé en juillet par des militants de la société civile et réclamant des réformes, la lutte contre la corruption et l'amélioration des services publics.
En août 2016, Moqtada al-Sadr appelle ses partisans à cesser les violences contre les homosexuels. Ces déclarations sont saluées par Human Rights Watch qui avait dénoncé précédemment une « campagne d'exécutions extrajudiciaires, de rapts et de viols » menée par les milices chiites contre les LGBT. L’Armée du Mahdi est rebaptisée dans un style édulcoré « Saraya al-Salam » (les « Brigades de la paix »), et ses hommes combattent l’État islamique aux côtés de tribus sunnites, puis accueillent positivement l’idée d’une intégration dans l’armée régulière une fois la menace repoussée.
Le 8 avril 2017, Moqtada al-Sadr appelle Bachar el-Assad à démissionner : « Il serait juste que le président Bachar al-Assad démissionne (...), et évite au cher peuple de Syrie le fléau de la guerre et l'oppression des terroristes ».
En 2017, il propose un programme en 29 points intitulé « Solutions initiales », qui défend un État civil, la démocratie et une armée irakienne qui serait seule chargée d’assurer la sécurité sans le soutien des milices. Il a axé sa campagne sur la réforme de l’État, la lutte contre la corruption, la justice sociale et la tolérance religieuse. Ses positions lui ont amené le soutien du Parti communiste irakien, laïc, et d'une partie des sunnites.

## Élections législatives de 2018 et 2021
En mars 2018, en prévision des élections législatives irakiennes de mai, le mouvement sadriste s'allie au Parti communiste irakien, la coalition s'appelle Sayiroun (« En Marche »).
Pour ce scrutin, 44,52 % des inscrits ont voté, soit la participation la plus basse depuis la chute du régime de Saddam Hussein, en 2003. La coalition du mouvement sadriste est la liste ayant recueilli le plus de voix avec 54 élus sur un total de 329. À la suite de ces résultats, l’Iran a envoyé un émissaire à Bagdad, le général Ghassem Soleimani, qui a rassemblé les forces chiites conservatrices pour leur opposer un veto à toute alliance avec Moqtada Sadr. Les États-Unis ont eux aussi dépêché un émissaire pour peser sur les alliances.
Après un recomptage, l'alliance du nationaliste Moqtada al-Sadr avec les communistes remporte les élections législatives irakiennes en août 2018.
Le 8 septembre, le courant sadriste et la coalition Fatah appellent à la démission d'Abadi après des émeutes à Bassorah.
Le 3 octobre 2018, c'est Adel Abdel-Mehdi qui est désigné Premier ministre par le nouveau président Barham Salih.
En 2021, les législatives confortent le parti comme première force politique d'Irak.

## 2022
Il annonce son retrait de la vie politique en août 2022 déclenchant des affrontements entre ses partisans et l'armée dans Bagdad. Il enjoint ses partisans à quitter leur position et à se retirer le 30 août. Les affrontements ont fait des dizaines de morts et des centaines de blessés.

## Relations avec l’Iran

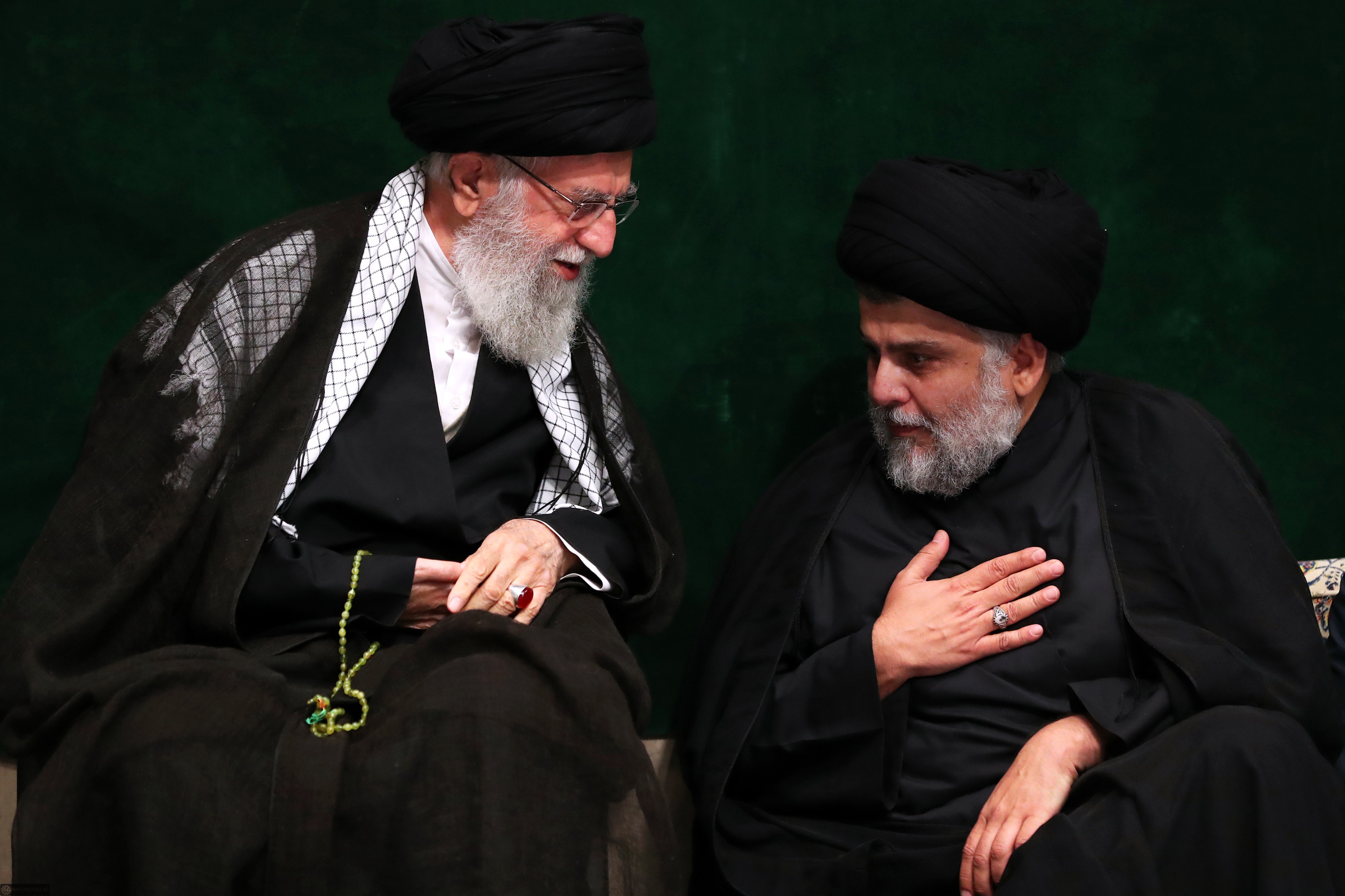
Rencontre de Moqtada al-Sadr avec Ali Khamenei en 2019 à Tehéran.

Bien que sa milice ait probablement vu le jour avec le soutien iranien, il se présente comme le premier opposant chiite à Téhéran. L'establishment iranien se méfie de lui et après les élections législatives de mai 2018, l'Iran a demandé aux autres listes chiites de ne pas s'allier avec lui.
Le mouvement rejette à la fois l'influence américaine mais aussi celle de l'Iran.
Le 12 juin 2018, la coalition sadriste de Moqtada al Sadr annonce une alliance avec leurs anciens opposants de l'Alliance de la conquête (Alliance Fatah, parti pro Iran composé de plusieurs milices chiites) créant ainsi la surprise pour diriger le pays dans les quatre années à venir. Cette alliance pourra également permettre au Premier ministre sortant Haïder al-Abadi de pouvoir continuer à diriger le pays,.
Le 3 janvier 2020, après la mort du général iranien Qassem Soleimani et du chef des Hachd al-Chaabi Abou Mehdi al-Mouhandis dans une frappe de drone américaine, Moqtada al-Sadr annonce qu'il réactive l'Armée du Mahdi. Il réclame alors le départ des troupes américaines d'Irak et appelle à un rassemblement des milices pour former des « Légions de résistance internationale ».

## Personnalité et stratégie politique
Juliette Rech, journaliste au journal libanais L'Orient-Le Jour, décrit Moqtada Sadr comme un« objet politique non identifié » et un homme « inclassable, héritier d’une dynastie de clercs chiites aux discours nationalistes, antisystème et fondamentalement populistes ». Sa popularité serait due à son nationalisme irakien, un trait de caractère assez singulier dans une Irak où beaucoup de partis politique sont sous influence étrangère. Un enseignant de Sadr City, ville baptisée ainsi en hommage au père de Moqtada, déclare à l'Orient XXI :

« Il a combattu les Américains quand ils occupaient l’Irak, maintenant l’Iran et ses milices. Oui, c’est le seul homme politique qui a du sang irakien dans les veines, et même nos adversaires le reconnaissent. L’Iran est un pays voisin, et il doit le rester. Leur intervention en Irak, les milices et les partis que ce pays contrôle nous détruisent. »

Certains le décrivent comme un tribun, d'autres comme un piètre orateur, mais choisissant avec habilité des thèmes visant à célébrer l’amour de la patrie et à pleurer les divisions fratricides. Il est considéré comme un apôtre de la souveraineté irakienne, partisan d’un nationalisme chiite opposé à Washington, mais aussi distant de Téhéran. Il doit sa victoire aux législatives de 2018 à son instinct politique, ayant su surfer sur la vague protestataire chronique et sur le sentiment nationaliste particulièrement vif en Irak depuis la reconquête des territoires contrôlés par l’État islamique.
Il est aussi connu coutumier des volte-face en politique, habitué aux changements d'alliances en fonction des acteurs qui peuvent le mieux servir ses intérêts. Par exemple en juillet 2017, il se rend à Riyad où il est reçu par le prince saoudien Mohammad ben Salmane, suscitant une vive émotion dans les milieux politiques à Bagdad ; puis prend ses distances avec l'Arabie saoudite dans la foulée de sa victoire aux élections législatives de 2018 et se rapproche avec le Fateh, le parti le plus pro-iranien sur la scène irakienne. Entre-temps, il s'allie pendant les législatives avec le Parti communiste irakien, l'un des rares partis laïcs irakiens, ce qui démontre un intérêt pour la théologie bien moindre que son statut de clerc chiite ne le laisse croire. En dépit de ses contradictions et d'une certaine versatilité politique, ce dernier garde une clientèle électorale particulièrement fidèle et prête à tout pour lui.
Le secrétaire général du Parti communiste irakien Raëd Fahmi justifie son alliance avec le mouvement de Moqtada al-Sadr pendant les législatives de 2018 en disant :

« Il y a eu une évolution personnelle de Sadr. On a assisté à une évolution radicale des sadristes vers la modération. Ceux d’entre eux parmi les plus impliqués dans les mouvements sectaires ont fait scission. Le sadrisme est aujourd’hui un mouvement populaire pas tout à fait homogène, qui rassemble des gens opposés aux ingérences étrangères. »

En effet, cette alliance avec le PCI est d'autant plus illustrative de son indépendance politique et religieuse que le clergé chiite irakien dont fait partie Mohammed Bakr al-Sadr, a lancé dans les années suivant la révolution irakienne de 1958, une fatwa contre le communisme. Moqtada Sadr aurait donc réussi l'exploit de se poser en figure centrale et en rassembleur entre deux mouvements antagonistes qui fraternisent.
En même temps, c'est sa capacité à jouer sur les deux registres, de la contestation antisystème aux manœuvres politiques conventionnelles, qui font la force de Moqtada Sadr. Ainsi, pour garder cette ambivalence de contestataire très influent sur la politique irakienne, Moqtada Sadr n'a jamais cherché à obtenir un poste de Premier ministre ou tout autre poste haut placé dans le gouvernement, préférant le rôle de « faiseur de roi ». Celui-ci lui permet de rester une figure centrale de la politique irakienne, sans assumer les responsabilités du pouvoir alors que, pour preuve de sa proximité avec les dirigeants, celui-ci pénètre en mars 2018 seul et illégalement dans la zone verte ultra-sécurisée de Bagdad où se trouve le gouvernement irakien, où il est accueilli avec beaucoup d'égard par le général irakien chargé de la sécurité.
Sa stratégie politique est largement populiste, et peut s'appuyer sur des théories complotistes  pour se décharger de la responsabilité de ses échecs. Par exemple, alors que son parti contrôle le ministère irakien de la Santé depuis 2003, Moqtada al-Sadr rejette toute responsabilité de son mouvement dans un incendie meurtrier d'un hôpital de Bagdad en avril 2021, accusant les « responsables » de l’avoir volontairement incendié pour lui causer préjudice. Entre 2019 et 2021, alors que l'Irak est secouée par d'importantes manifestations Moqtada al-Sadr membre de la coalition gouvernementale et dont le parti est arrivé en tête des législatives de 2018, prend le parti des manifestants et appelle le gouvernement à démissionner.
Même du côté de Washington, les points de vue à son sujet sont très divisés. S'il est considéré comme un vieil ennemi, pour certains le plus dangereux, d’autres le voient comme le seul à pouvoir contenir l'hégémonie de l'Iran, principale ennemie des États-Unis, sur l'Irak. D'ailleurs, en janvier 2020 l'élimination par une frappe américaine du général iranien Qassem Soleimani et du chef des Hachd al-Chaabi Abou Mehdi al-Mouhandis lui rendent indirectement service en lui permettant d'occuper un espace politique élargi, bien qu'il appelle au départ des troupes américaines du territoire.